# یوزف بک
یوزف بک (چکی: Josef Bek؛ ۲۱ دسامبر ۱۹۱۸ – ۵ مه ۱۹۹۵) بازیگر سینما و تلویزیون اهل کشور جمهوری چک بود.
از فیلم‌ها یا برنامه‌های تلویزیونی که وی در آن نقش داشته‌است می‌توان به اعتصاب اشاره کرد.